# Reinhard Riedel
Reinhard Riedel (* 16. Oktober 1951) ist ein deutscher ehemaliger Fußballspieler. Von 1972 bis 1984 bestritt er für Sachsenring Zwickau und Motor Werdau 222 Spiele in der DDR-Liga, der zweithöchsten Spielklasse in DDR-Fußball.

## Sportliche Laufbahn
Im Alter von 20 Jahren absolvierte Reinhard Riedel mit der 2. Mannschaft der Betriebssportgemeinschaft Sachsenring Zwickau die ersten Spiele in der DDR-Liga. Mit Beginn der Rückrunde der Saison 1971/72 wurde er in allen acht DDR-Liga-Spielen hauptsächlich als Mittelfeldspieler eingesetzt. 1972/73 konnte er seine Liga-Einsätze auf 15 Spiele steigern und erzielte auch seine ersten zwei Punktspieltore. Die Spielzeit 1973/74 war bis dahin Riedels erfolgreichste Saison, in der er von den 22 Ligaspielen nur eine Partie verpasste, aber sechs Tore erzielte. Mit sechs Toren war er auch 1974/75 erfolgreich, musste aber bei fünf Punktspielen passen. Nach 61 DDR-Liga-Spielen und 14 Toren wechselte Reinhard Riedel im Sommer 1975 zur BSG Motor Werdau.
Motor Werdau war ebenfalls in der DDR-Liga vertreten, und die BSG stufte Riedel zunächst wieder als Mittelfeldspieler ein. Trainer Bruno Schneider versuchte es mit Riedel in den ersten vier Punktspielen sowohl als linken und als rechten Mittelfeldspieler, verzichtete danach zunächst aber auf weitere Einsätze. Später kam Riedel nur noch sporadisch zum Einsatz, sodass er in den 22 Ligaspielen nur auf zwölf Partien kam. Am vorletzten Punktspiel gelang ihm wenigstens noch ein Tor. Motor Werdau wurde 1975/76 Staffelsieger und nahm an der Aufstiegsrunde zur Oberliga teil, verpasste aber den Aufstieg als Dritter unter fünf Mannschaften. Riedel bestritt alle acht Aufstiegsspiele, wobei er die letzten vier Spiele als Libero absolvierte. Nach nur neun Ligaspielen mit einem Tor 1976/77 gelang Riedel von der Saison 1977/78 an der Sprung in die Stammelf der BSG Motor. Als Abwehrspieler eingesetzt bestritt er bis 1983/84 von 154 ausgetragenen Punktspielen 140 Begegnungen und schoss dabei 15 Tore. In den beiden Spielzeiten 1982/83 und 1983/84 fungierte Riedel als Mannschaftskapitän. 
Die BSG Motor Werdau beendete die Saison 1983/84 als Absteiger und kehrte ebenso wie Reinhard Riedel nicht mehr in den höherklassigen Fußball zurück.